# Minggou (köpinghuvudort i Kina, Jiangsu Sheng, lat 32,25, long 119,91)
Minggou är en köpinghuvudort i Kina. Den ligger i provinsen Jiangsu, i den östra delen av landet, omkring 110 kilometer öster om provinshuvudstaden Nanjing. Antalet invånare är 33 985. Befolkningen består av 14 884 kvinnor och 19 101 män. Barn under 15 år utgör 9,0 %, vuxna 15-64 år 79 %, och äldre över 65 år 11,0 %.
Runt Minggou är det tätbefolkat, med 913 invånare per kvadratkilometer. Närmaste större samhälle är Taixing, 13,5 km sydost om Minggou. Trakten runt Minggou består till största delen av jordbruksmark.
Genomsnittlig årsnederbörd är 1 302 millimeter. Den regnigaste månaden är juli, med i genomsnitt 255 mm nederbörd, och den torraste är januari, med 30 mm nederbörd.